# Jonas Dembélé
Jonas Dembélé est un prélat catholique malien. Il est évêque de Kayes depuis 2013.

## Biographie
Jonas Dembélé est né le 11 mai 1963 dans une famille Bobo. Il devient diacre du diocèse de San le 11 juillet 1991. Il est ordonné prêtre du diocèse de San le 12 juillet 1992.
Le 31 janvier 2013, le pape Benoît XVI nomme Jonas Dembélé, alors âgé de 49 ans, comme évêque du diocèse de Kayes. La cérémonie de consécration épiscopale a lieu à Kayes le 11 mai 2013, présidée par  le nonce apostolique Martin Krebs, assisté par Jean Zerbo, archevêque de Bamako, et Jean-Gabriel Diarra, évêque de San. Il devient le troisième évêque de ce diocèse, après Joseph Dao (de) (1978-2013) et Étienne-Marie-Félix Courtois de la congrégation des Missionnaires d’Afrique (7 novembre 1947-11 juillet 1978). 
Depuis mars 2017, Jonas Dembélé est président de la Conférence épiscopale du Mali. À ce titre, il est très impliqué dans l’aide aux populations touchées par la guerre au Mali. En 2019, il a appelé CRS et Caritas Internationalis à appuyer Caritas Mali « pour venir en aide aux nombreuses populations victimes dans les régions touchées pas l’insécurité grandissante, la dégradation constante de la vie sociale et économique ». En janvier 2022, alors que le Mali est sous sanctions de la CEDEAO, il appelle au nom de la Conférence Episcopale du Mali au dialogue. « Nous devons taire nos égos pour mettre en avant l’intérêt supérieur du peuple », dit-il.